# 石井正巳
石井 正巳（いしい まさみ、1917年2月28日 - 1997年9月12日）は日本の実業家。元三井物産会長。クリスチャン。マレーシアタンスリ受章、スペインイサベル女王勲章上級エンコミエンダ章受章。

## 人物
兵庫県出身。旧制東京商科大学（のちの一橋大学）卒業。中尉、大尉として中支、サイゴン等で従軍。サイゴンで八尋俊邦（のちに三井物産社長・会長）との交友を得る。1946年5月に日本に帰国。
三井物産副社長等を経て、1982年三井物産副会長、経済同友会幹事、1984年三井物産会長、三越顧問。1985年三井業際問題研究所運営委員長。
マレーシア経済協議会会長を務め、1994年には日本・マレーシアの友好関係、経済の相互発展に功績があったとして、民間人に授与される最高勲章「タンスリ」をジャファール・アブドル・ラーマン国王から授与された。また日本商工会議所日本スペイン経済委員長を務め、1984年にはスペインイサベル女王勲章上級エンコミエンダ章を受章。
1997年9月13日渋谷区の病院で呼吸不全のため80歳にて死去。

## 略歴
- 1982年 三井物産副会長、経済同友会幹事
- 1984年 三井物産会長、三越顧問
- 1997年 死去